# Granja de continguts
En el context d'Internet, una granja de continguts és una empresa que contracta un gran nombre de treballadors —normalment escriptors autònoms— perquè generin grans quantitats de continguts especialment dissenyats per satisfer de manera òptima els Algoritmes dels motors de cerca. L'objectiu principal de les granges de continguts és generar beneficis per publicitat tot augmentant el nombre de visites a les seves pàgines, fet que s'ha considerat com una tècnica de spam social.
Les granges de continguts han posat l'optimització per a motors de cerca per davant de la rellevància dels seus continguts, de tal manera que els seus articles acostumen a contenir passatges idèntics de diverses fonts. Les granges de continguts acostumen a pagar el treball dels seus editors a partir d'una comissió aplicada a l'anàlisi de les peticions als motors de cerca, argumentant que és una mostra real de la demanda del mercat, faceta de la qual manca el periodisme tradicional.
Alguns llocs web considerats granges de continguts poden allotjar una gran quantitat d'articles, i poden arribar a estar valorats en milions d'euros. Demand Media (incloent eHow), per exemple, preveu publicar un milió d'ítems al mes, l'equivalent al contingut generat en quatre viquipèdies en anglès en tot un any. Un altre lloc de característiques similars, Associated Content, fou comprat el maig de 2010 per Yahoo! per 90 milions de dòlars.
El preu que es paga pel contingut generat és baix, comparat als salaris tradicionals que reben els edutors, i les compensacions es troben al voltant dels 2 euros i mig per article. De totes maneres, alguns editors de granges de contingut produeixen prou articles cada dia com per viure dels ingressos que els proporcionen. Un perfil habitual dels generadors de continguts és el d'una dona amb formació i fills que treballa des de casa.

## Crítiques
La crítica a les granges de continguts se centra en el fet que el contingut que proporcionen és de baixa qualitat, i que maximitzen el benefici produint materials suficients en lloc d'articles d'alta qualitat. Els articles normalment estan elaborats per escriptors humans, en lloc de ser el producte d'un procés automatitzat, però poden no haver estat escrits per especialistes en la matèria. Alguns autors que treballen per llocs identificats com granges de continguts han admès tenir poc o cap coneixement sobre els temes que treballen. Des dels motors de cerca es veu les granges de continguts com un problema, ja que proporcionen informació poc rellevant o de baixa qualitat a l'usuari i, per extensió, el resultat de la cerca del motor és més ineficaç. La baixa qualitat i la ràpida creació d'articles en aquests llocs els ha dut a comparacions amb la indústria del menjar ràpid i amb la contaminació:
| « | Els consumidors d'informació obtenen continguts poc rellevants o poc valuoses. Els productors de continguts rellevants reben menys diners (com a recompensa pel nombre de visites) mentre que els productors de porqueria reben més diners. Una manera de descriure això és la contaminació. La porqueria virtual contamina la xarxa tot afegint-hi soroll. Tothom excepte els que contaminen paguen un preu per la contaminació de la xarxa: els motors de cerca funcionen pitjor, els usuaris malgasten un temps preciós i la seva atenció en llocs web porqueria, i els editors honestos perden ingressos. El que contamina destrueix l'ecosistema d'internet de tothom. | » |

## Reacció de Google
En un dels vídeos promocionals de Google, publicat l'estiu de 2010, la majoria dels enllaços disponibles provenien de granges de continguts. A finals del febrer de 2011, Google va anunciar que havia ajustat els algoritmes de cerca de manera significativa per tal de proporcionar millors resultats pels llocs web que presentaven contingut original i informació, recerca, estudis en profunditat, anàlisis profunds i similars. Això fou una reacció davant les granges de continguts i un intent per reduir la seva efectivitat en manipular els resultats de les cerques.

## Recerca
Arran de la seva recent aparició a la xarxa, les granges de continguts no han rebut gaire atenció explícita per part de la comunitat investigadora. El model de contractar a baix preu escriptors autònoms per produir continguts fou inicialment pensat com una estratègia alternativa a la generació automàtica de continguts falsos, rendible gràcies a la publicitat en línia. També s'ha treballat en tècniques de detecció d'aquesta tipologia de spam social. D'altra banda, i tot i que no ha estat motivat per les granges de continguts, recentment ha sorgit un interès en la categorització automàtica de llocs web segons la qualitat dels seus continguts. De totes maneres, encara falta un estudi detallat de l'aplicació d'aquests mètodes en la identificació de granges de continguts.